# Gran mufti di Giordania
Il gran mufti del Regno Hashemita di Giordania è la suprema autorità giuridica islamica sunnita della Giordania. 
È nominato con un regio decreto del re di Giordania.

## Storia
Nel marzo 1920, il Congresso panarabo di Damasco sancisce l’indipendenza dei territori arabi del Bilad al-Sham dall'impero ottomano, tuttavia il trattato anglo-francese di Sykes-Picot spartisce questi territori nel Mandato britannico della Palestina e della Mesopotamia e in quello francese della Siria.
Sebbene gli Inglesi avessero posto a capo di Transgiordania e Iraq re di discendenza hascemita, risalenti al profeta Maometto, i musulmani arabi sunniti continuarono per molto tempo a perseguire il progetto politico di uno Stato arabo unitario, sotto la guida del gran mufti di Gerusalemme, Amin al-Husseini, che sostenne contro gli Inglesi la causa palestinese e il progetto panarabo della Grande Siria.
All'indomani della nascita di Israele nel 1948, il Regno Hascemita acquisì il controllo anche sulla Cisgiordania e su Gerusalemme, continuando la prassi ottomana di sostenere l’islam sunnita, equiparando gli amministratori delle moschee, i predicatori e i muezzin a funzionari statali, soggetti a leggi del governo; ma ha anche continuato a perseguire l'ideale panarabo tentando nel 1953 una federazione col regno d'Iraq. Soltanto a seguito della sconfitta nella guerra dei sei giorni e in quella dello Yom Kippur, che portarono al riconoscimento dell'Autorità nazionale palestinese, la Giordania rinunciò del tutto a rivendicare i territori della Cisgiordania nel 1988, revocando la legge marziale nel 1991.
Nel 1992 un Regio decreto nominò, come gran mufti del Regno Hashemita di Giordania, lo sceicco Sa’id Hijjawi (in arabo: سعيد حجاوي), già Membro dell'Istituto della Royal Ahl al-Bayt per il Pensiero Islamico di Amman. 
Hijjawi è stato nel 2007 tra i firmatari della lettera aperta "Una parola comune tra noi e voi", inviata da 138 personalità islamiche ai "Capi delle chiese cristiane di ogni luogo".
Nel 2007 si dimise dall'incarico di gran mufti, nel quale fu succeduto dallo sceicco Nuh Ali Salman al-Qudah (in arabo:نوح علي سلمان القضاة), giurisperito shafeita, già ambasciatore della Giordania in Iran, e anch'egli membro dell'Istituto della Royal Ahl al-Bayt per il Pensiero Islamico di Amman, nonché dell’Alto Consiglio degli Ulema della Fondazione Tabah, e tra i firmatari della lettera aperta "Una parola comune tra noi e voi" del 2007. 
Al-Qudah morì il 19 dicembre 2010, e fu succeduto nell'ufficio di gran mufti da Abdul Karim Saleem Khasawneh, nominato con Regio Decreto del 23 febbraio 2010, già membro del Consiglio Giordano della Fatwa e del consiglio dell'Università di Scienze ed Educazione islamiche.
Nel novembre 2011, Khasawneh ha partecipato al Secondo Forum tra Musulmani e Cattolici, un'iniziativa interreligiosa iniziata nel 2007 dopo la lettera "Una parola comune tra noi e voi".
Il 22 gennaio 2017 Khasawneh è stato nominato Ministro della Giustizia islamica della Giordania, ed è stato sostituito nell'ufficio di gran mufti da Mohammad Khalaileh. 
Nel dicembre 2017, Khalaileh si è pronunciato contro la decisione del presidente statunitense Trump di sostenere l'occupazione israeliana di Gerusalemme.

## Lista dei Gran Mufti
- sceicco Sa’id Hijjawi, dal 1992 al 2007[15];
- sceicco Nuh Ali Salman al-Qudah, dal 2007 al 19 dicembre 2010[10];
- Abdul Karim Saleem Khasawneh, dal 23 febbraio 2010 al 22 gennaio 2017;
- Mohammad Khalaileh, dal 2017 ad oggi[1].